# Mateus Fernandes

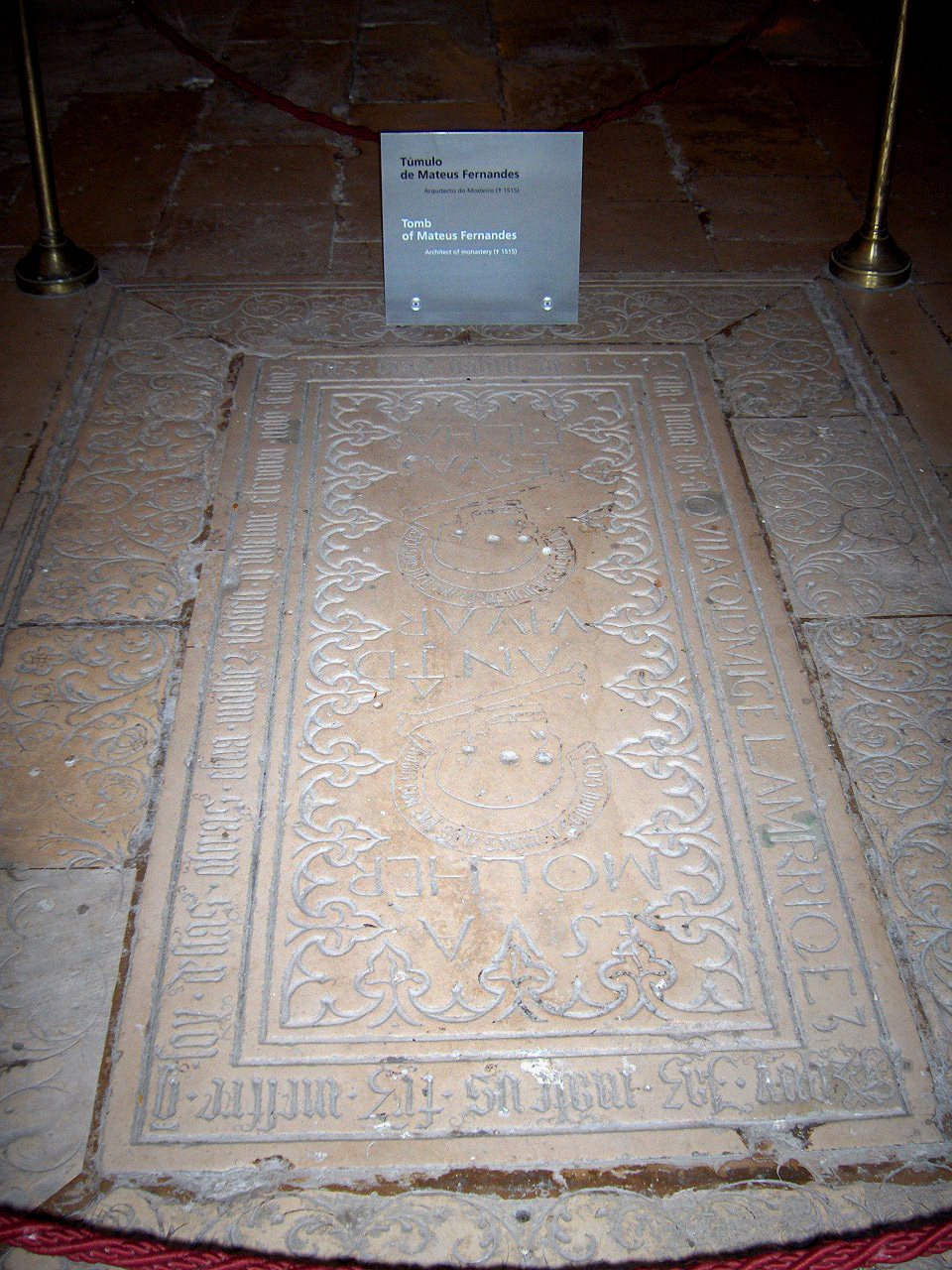
Grafsteen van Fernandes in het Klooster van Batalha.

Mateus Fernandes (geboren in Covilhã, overleden in 1515) was een Portugese architect. Hij leefde tijdens de regeerperiode van Emanuel I, bekend van de manuelstijl. Hij is het meest bekend van zijn werk aan het Klooster van Batalha, en in het bijzonder vanwege de Capelas Imperfeitas, letterlijk "onvoltooide kapellen", van het klooster. Hij werkte ook aan de reconstructie van de kastelen van Almeida en Castelo Branco.